# 津久井郡
津久井郡（日语：／ Tsukui gun */?）是日本神奈川縣辖下的一个郡，已於2007年3月11日因全域併入相模原市而廢除郡建置。

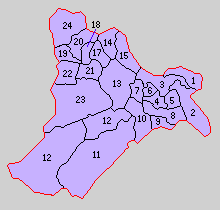
1.川尻村 2.湘南村 3.三澤村 4.中野村 5.太井村 6.又野村 7.三木村 8.根小屋村 9.長竹村 10.青山村 11.鳥屋村 12.青野原村 13.青根村 14.内鄉村 15.小原町 16.千木良村 17.與瀨站 18.吉野站 19.小淵村 20.澤井村 21.日連村 22.名倉村 23.牧野村 24.佐野川村（紫：相模原市）

## 相關項目
- 日本已不存在的郡列表